# Skawa (wieś)

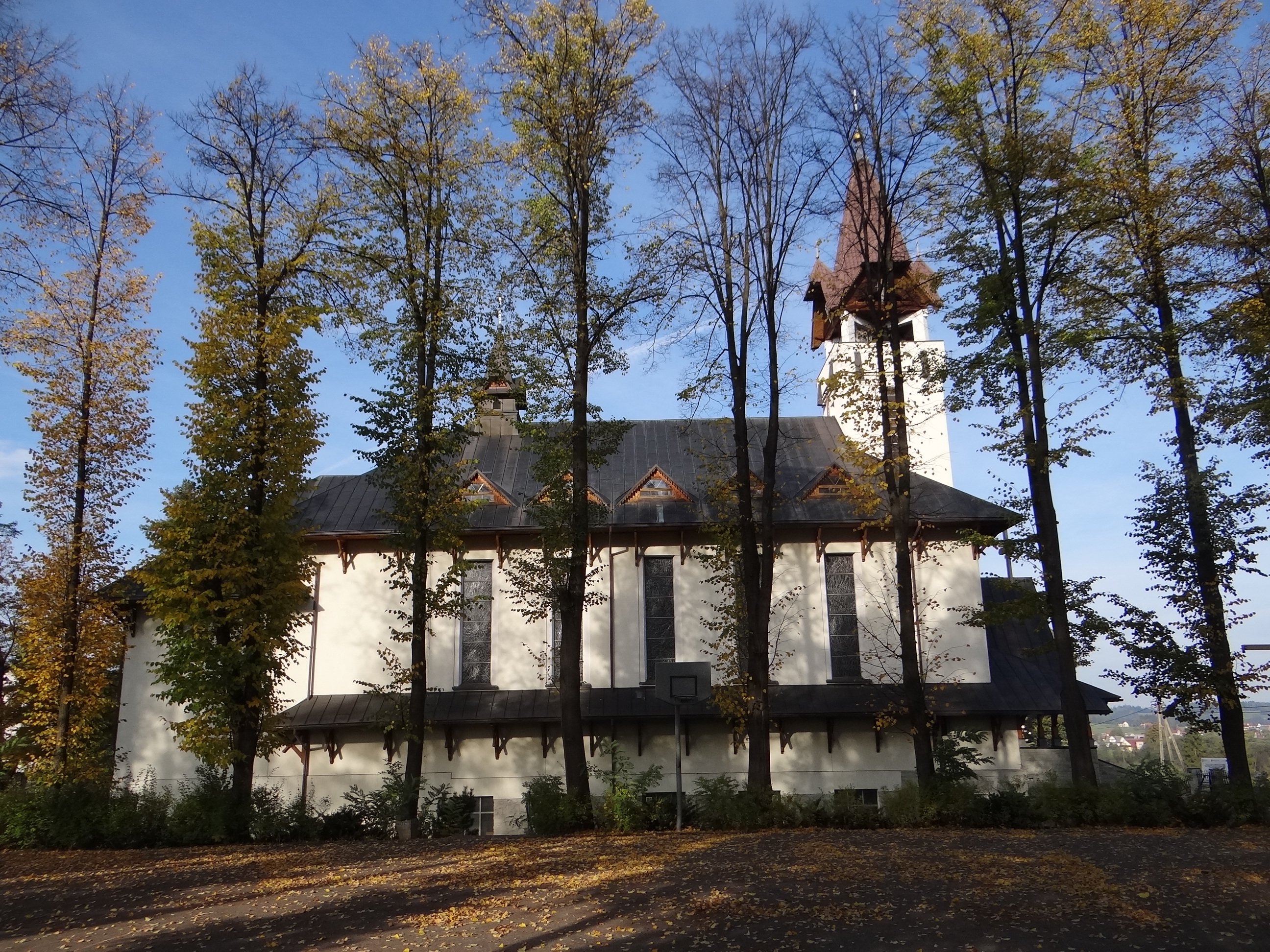
Kościół parafialny w Skawie

Skawa – wieś w Polsce, położona w województwie małopolskim, w powiecie nowotarskim, w gminie Raba Wyżna, między Rabką-Zdrojem i Jordanowem. Pod względem geograficznym znajduje się w Kotlinie Rabczańskiej.
Do 1954 roku istniała gmina Skawa. W latach 1975–1998 wieś położona była w województwie nowosądeckim.

## Integralne części wsi
| części wsi | Bielówka, Bieńkówka, Budówka, Buksówka, Bulańdówka, Cieślówka, Dajdrówka, Gałęziówka, Granice, Gubałówka, Jaroszówka, Kaliszówka, Karłówka, Konieczkówka, Koskówka, Kościelniówka, Linkworówka, Łachówka, Łukaszkówka, Magierzakówka, Michałówka, Nowakówka, Opatkówka, Orzechówka, Otrębówka, Pańskie, Pleniówka, Pudłówka, Sieskówka, Smardzówka, Stachorówka, Stermachówka, Sularzówka, Trojakówka, Zabornia, Żebrówka |

## Historia Skawy
„Mały słownik pochodzenia i znaczenia nazw geograficznych” tak oto tłumaczy pochodzenie nazwy „Skawa” - << od „skania” – „kręcenia się” – rzeczywiście rzeka bardzo kręta.>>
Wieś w gminie Raba Wyżna, powiecie nowotarskim, województwie małopolskim, leży nad rzeką Skawa (prawy dopływ Wisły) w pobliżu jej źródeł na wysokości około 470 m n.p.m. między Gorcami a pasmem Policy, pomiędzy miejscowościami: Spytkowice, Wysoka, Jordanów, Naprawa, Skomielna Biała, Rabka, Chabówka, Rokiciny. Przez wieś przebiega droga krajowa nr 7 Kraków – Chyżne o długości ok. 5 km, a także dwie drogi wojewódzkie o łącznej długości ponad 10 km. Skawa ma trudne warunki dla rolnictwa, podobnie jak inne wsie położone w obrębie Beskidu Wysokiego, ale dzięki właściwościom klimatycznym w sezonie letnim staje się miejscowością wypoczynkową (choć jak dotychczas nie w pełni wykorzystaną).
Najbliższe tereny, niegdyś bogato zalesione, zostały w znacznej części pozbawione lasu (pod zabudowę mieszkalną i gospodarczą, na grunty orne, pod budowę linii kolejowej czy też dróg). Płaty lasów zachowały się jedynie na stromych zboczach dolin źródłowych potoków Skawy oraz na grzbietach otaczających dolin. Okoliczne wzniesienia dochodzą do 644 m (Zbójecka Góra). Pobliskie góry, turystycznie atrakcyjne, dają możliwość organizowania wycieczek: na pn. wsch. w pasmo Lubonia, na pd. wsch. w Gorce, na zach. w pasmo Babiogórskie. Są tu też dobre tereny narciarskie i widokowe (przy czystym, przejrzystym powietrzu ze wsi widać Tatry).
Osiedle istniało już w XV w. choć nie było wymieniane w Liber Beneficiorum Jana Długosza, jednakże jak wynika ze spisów poborów Skawa w 1490 roku należała do parafii w Mszanie. Spis poborów nazywa Skawę NISZAVA PARVA. Z tego spisu wynika, że jeszcze w 1581 roku Skawa należała do tej samej parafii w Mszanie Dolnej i w skład jej wchodziło 15 łanów kmiecych, 10 zagród z rolą, 3 zagrody bez roli, łan sołtysi. Pod koniec XIX w. Skawa liczyła 284 domostwa i 1713 mieszkańców. W tym okresie działała już w Skawie szkoła ludowa. Do większych zabudowań należała posesja K. br. Borowskiego właściciela Skawy – tzw. klasycystyczny dwór, parterowy z dachem siodłowym, który nie zachował się do naszych czasów.
Piękne położenie Skawy, warunki klimatyczne oraz sąsiedztwo miejscowości uzdrowiskowych zadecydowały o tym, że Zgromadzenie Salezjańskie, przychylając się do próśb miejscowej ludności, postanowiło zgodnie z życzeniem skawian wybudować w Skawie zakład dla młodzieży oraz kościół. Początki Zakładu Salezjańskiego związane są z rodziną Koniecznych, która znała salezjanów z Oświęcimia, gdzie w zakładzie oświęcimskim wychowywał się jej syn Władysław Konieczny. Placówka salezjańska w Skawie rozpoczęła swój rozwój w 1920 r., ale został on jednak gwałtownie zahamowany z powodu wybuchu II wojny światowej.
Skawa po II wojnie światowej rozwijała się stosunkowo dynamicznie. W tej podgórskiej miejscowości na pograniczu Podhala wybudowano Dom Strażaka, w którym znajduje się 21 pomieszczeń, 2 garaże i sale widowiskowe, dwie szkoły a trzecią rozbudowano, Ośrodek Zdrowia, dwuoddziałowe przedszkole, dużą zlewnię mleka. Ponadto Skawa posiada: dwa przystanki PKP, obiekty Kółka Rolniczego, filię Banku Spółdzielczego, centralę telefoniczną, Urząd Pocztowy. W latach 90. nastąpiła telefonizacja i gazyfikacja wsi. Inne zadania stojące przed mieszkańcami Skawy to kanalizacja wsi i budowa oczyszczalni ścieków. Są również we wsi małe kamieniołomy, gdzie pozyskuje się piaskowce dla celów budowlanych lub do poprawy i utwardzenia miejscowych dróg.
Zabytki są nieliczne i wiele z nich zostało zniszczonych. Spłonął dwór dziewiętnastowieczny. W dobrym stanie jest kapliczka w środkowej Skawie. Mają też swoją historię niektóre drzewa.
We wsi istnieje orkiestra dęta oraz odnoszący wielkie sukcesy kabaret „Truteń”, działający przy GOK. Wspomnieć też należy Stanisława Gosinę, snycerza ze Skawy, działającego w XVII w., autora figur grupy „Ukrzyżowanie”, ustawionej przy zewnętrznej wschodniej ścianie absydy drewnianego kościoła w Rabce.

## Zabytki
Obiekt wpisany do rejestru zabytków nieruchomych województwa małopolskiego:
- Kaplica pw. Najświętszego Serca Jezusowego[9].

## Środowisko
Miejscowość Skawa, leży w dolinie rzeki Skawy. Dolina w części górnej obniża się z południowego zachodu na północny wschód, w części środkowej kieruje się w lewą stronę i odtąd ma przebieg z południowego wschodu na północny zachód. Prawie cała miejscowość znajduje się w obrębie wysokości 450–500 m n.p.m., tylko mała część na wschodzie (Bania) osiąga około 530 m n.p.m. Obszar Skawy położony jest na utworach fliszowych, składających się z naprzemianległych warstw piaskowców i łupków (pochodzących z okresu eocenu i oligocenu). W czasie ruchów górotwórczych przed milionami lat, które od południa formowały wał Karpat, osady te zostały sfałdowane i wypiętrzone w postaci płatów płaszczowin. Przykładem takiego sfałdowania i przemieszczenia skał w Skawie jest odsłonięte zbocze (rola Orzechówka), wykorzystywane obecnie jako kamieniołom. Z tego samego okresu pochodzą występujące tu piaskowce mikowe i zlepieńce. Z mało odpornymi na niszczenie skałami wiążą się stoki słabiej nachylone, które zajęte są przez pola uprawne.
Skawa posiada klimat umiarkowany przejściowy. Występuje korzystny stopień nasłonecznienia ok. 2000 godzin rocznie. Średnia roczna temperatura powietrza wynosi 6,5 °C, najcieplejszym miesiącem jest lipiec (16,5 °C) – najchłodniejszym styczeń i luty (ok. -4 °C). Roczna ilość opadów wynosi ok. 900 mm. Są to opady przeważnie krótkotrwałe lecz o dużym natężeniu. W ciągu roku jest średnio 175 dni z opadami, z czego większość przypada na miesiące letnie. Średnia grubość pokrywy śnieżnej zalegającej przeciętnie od grudnia do połowy marca wynosi ok. 30 cm. Dominuje wiatr zachodni i południowo-zachodni zwany Orawiakiem. Często wieje lokalny wiatr halny, wywołując silnym i ciepłymi podmuchami gwałtowne topnienie śniegu. W dolinie Skawy często występują mgły wywołane inwersją temperatury. Inwersja temperatury ma ujemny wpływ na uprawy rolne, gdyż towarzyszące im przymrozki działają szkodliwie na procesy wegetacyjne.
W ścisłym związku z rodzajem podłoża skalnego i czynnikami klimatycznymi pozostaje charakter gleby. Największą powierzchnię zajmują gleby brunatne terenów górskich, kwaśne oraz wyługowane, wytworzone ze skał osadowych. Obecność gleby brunatnej jest związana z występowaniem przed setkami lat na tym obszarze terenie lasów bukowo-jodłowych, które zostały wycięte i obszary po nich zajęte pod uprawę rolniczą.
Górzysty charakter obszaru Skawy powoduje, że występują tu źródła i potoki spływające do rzeki Skawy. Rzekę i potoki charakteryzuje relatywnie duży spadek podłużny. Dorzecze Skawy wynosi 1188 km². Ma swoje źródła na stokach Pasma Podhalańskiego. Najbardziej atrakcyjnym jej odcinkiem jest wąski przesmyk koło Osielca. Geneza rzeki Skawy wiąże się z pradziejami Karpat. Rzeki spływające z wału karpackiego, m.in. Skawa, żłobiły coraz głębsze doliny i przenosiły odporny materiał skalny. Dna doliny tworzą dwie terasy: niższa układająca się na wysokości 4 m nad poziom rzeki, która zalewa ją tylko w czasie wielkich powodzi oraz wyższa na poziomie 10 metrów, będąca śladem koryta pra-Skawy. Na obszarze Skawy występują wody mineralne, których obecność wiąże się z budowa geologiczną płaszczowiny magurskiej (część południowo-wschodnia obszaru). Wykazuje ona wiele pęknięć powstałych w wyniku ruchów górotwórczych sprzed milionów lat. Pęknięcia ułatwiają wnikanie w głąb ziemi wody pochodzącej z opadów atmosferycznych, która rozpuszcza dwutlenek węgla wydostający się z porowatych skał i wypłukuje ze skał liczne pierwiastki: magnez, sód, wapń i inne dając w efekcie różne typy wód mineralnych.
Współczesna szata roślinna obszaru Skawy została ukształtowana w wyniku długotrwałego działania klimatu i czynników geologicznych. W wyniku zwilgotnienia klimatu, pierwotne lasy, które zalegały niegdyś ten teren składały się z mieszanych drzewostanów bukowo-jodłowych, między którymi trafiały się świerki, jawory i modrzewie. Ludność, szukając nowych obszarów pod uprawy rolne, doprowadziła do wytrzebienia lasów. Następnie do zalesienia terenów został wprowadzony świerk. Sztucznie wprowadzane lasy świerkowe odznaczają się słabym przyrostem, szybko ulegają szkodnikom i łatwo są niszczone przez wiatry. Ponadto ich poszycie zostało pozbawione naturalnej ściółki, na miejsce której rozprzestrzeniły się zarośla maliniaka, jeżyny, paproci skutecznie pochłaniające składniki odżywcze z gleby na niekorzyść drzewostanu. Na łąkach i polanach występują rośliny, m.in. gatunki chronione: storczyki, śnieżyca wiosenna. Nad rzeką Skawą występują olchy, wierzby, czeremchy. Roślinność tego terenu jest dzisiaj w znacznym stopniu zmodyfikowana przez działalność gospodarczą tak, że można mówić o występowaniu gospodarczych pięter roślinnych. Tak więc piętru podgórskiemu obejmującemu Skawę odpowiada uprawa ziemniaków i owsa, gdyż te rośliny mają małe wymagania glebowe i klimatyczne.
Świat fauny ziemi skawiańskiej nie jest zbyt bogaty. Większość występujących gatunków należy do bezkręgowców. Reliktami pochodzącymi z trzeciorzędu są gatunki zamieszkujące środowiska gleby i ściółki, które izolują je bezpośrednio od wpływów środowiska. Przykładem są chrząszcze z rodziny biegaczowatych. Skład gatunków fauny kręgowców zmienił się w plejstocenie. Gatunki ciepłolubne wycofały się na południe, a napłynęły formy charakterystyczne dla tundry i tajgi. Do reliktów glacjalnych należą występujące tutaj dwa gatunki ptaków: orzechówka i drozd obrożny. Około 40 lat temu zasiedliła ten teren synogarlica zwana sierpówką, która przybyła z południa. Współczesna fauna składa się z różnych grup tak pod względem pochodzenia jak i wymagań ekologicznych. Najliczniejszą grupę stanowią gatunki pospolite (eurybiotyczne). Z powodu stałego uszczuplania areału lasów, które powodują niszczenie naturalnych zbiorowisk roślinnych, wiele gatunków zwierząt wyginęło, np. dzik, wilk. Można jeszcze spotkać zające, sarny, jelenie i lisy. Zniszczenia w lasach wywołała błonkówka rośliniarka, której larwa niszczy igliwie świerków. Przyczyną tego jest słabość biologiczna tych drzew oraz zanieczyszczenia środowiska. Urozmaicony jest świat ptaków. Jest on reprezentowany przez dzięcioły, sikory, gile, przepiórki, orzechówki, myszołowy i krogulce. W rzece Skawa można spotkać głowacze, jelce i klenie.
W ostatnich latach tereny dorzecza Skawy – począwszy od źródeł do miejscowości Skawy znalazły określenie Podhale Niżne. Jest to uzasadniona nazwa tego regionu, gdyż ludność zamieszkująca ten teren należy do podhalańskiej grupy etnicznej.

## Edukacja

### Przedszkole
- Przedszkole Gminne w Skawie

### Szkoły podstawowe
- Szkoła Podstawowa nr 1 im. Świętego Jana Bosko w Skawie
- Szkoła Podstawowa nr 3 im. Św. Brata Alberta w Skawie

## Sport
W miejscowości działa klub piłkarski „KS Skawianin Skawa”. Mecze domowe rozgrywane są na stadionie położonym przy Szkole Podstawowej nr 1.